# 357P/Hill
357P/Hill, komet Jupiterove obitelji